# Craiova (stacja kolejowa)
Craiova – stacja kolejowa w Krajowie, w okręgu Dolj, w Rumunii. Stacja posiada 3 perony. W latach 2005–2009 stację wyrementowano ze środków EU.